# La Ciudad de los Árboles
Albums de Mägo de Oz
Gaia II: La Voz Dormida
(2005) Gaia III: Atlantia
(2010)
La Ciudad de los Árboles est le septième album studio du groupe de folk metal espagnol Mägo de Oz. L'album est sorti le 6 novembre 2007 sous le label Warner Dro Atlantic.
Deux singles ont été extraits de l'album: il s'agit des titres Y Ahora Voy a Salir (Ranxeira) et Deja de Llorar (Y Vuélvete a Levantar).
L'album a été promu disque d'or en se vendant à plus de 40 000 exemplaires en Espagne.

## Musiciens
- José Andrëa: Chant
- Patricia Tapia: Chant
- Frank: Guitarra, Guitare, chant
- J. C. Marín “Carlitos”: Guitare, chant
- Jorge Salán: Guitare
- Pedro Díaz “Peri”: Bass
- Txus Di Fellatio: Batterie
- Carlos Prieto “Mohamed”: Violon
- Sergio Cisneros "Kiskilla": Piano, claviers
- Fernando Ponce: Flûte traversière

## Liste des morceaux
1. El Espíritu del Bosque (Intro) - 1:46
2. La Ciudad de los Árboles - 6:02
3. Mi Nombre es Rock & Roll - 6:03
4. El Rincón de los Sentidos - 4:39
5. Deja de Llorar (Y Vuélvete a Levantar) - 4:18
6. La Canción de los Deseos - 4:01
7. Y Ahora Voy a Salir (Ranxeira) - 3:53
8. Runa Llena - 4:46
9. Resacosix en la Barra - 3:47
10. No Queda sino Batirnos - 4:19
11. Sin Ti, Sería Silencio (Parte II) - 4:42
12. Si Molesto, Me Quedo - 4:38
13. El Espíritu del Bosque II -(Outro) - 1:15